# Miram
Miram (eta Persei) is een ster in het sterrenbeeld Perseus.
De ster staat ook bekend als Miram in Becvar en maakt deel uit van de Pleiadengroep.
Deze ster staat vermeld in Richard Hinckley Allen's Starnames - their lore and meaning als een schijnbare miniatuurweergave van de planeet Jupiter met de vier galileische manen.
- It (Miram) is noticeable in having three small stars on one side nearly in line, and one on the other, forming a miniature representation of Jupiter and his satellites [1]